# Meurchin
Meurchin är en kommun i departementet Pas-de-Calais i regionen Hauts-de-France i norra Frankrike. Kommunen ligger i kantonen Wingles som tillhör arrondissementet Lens. År 2022 hade Meurchin 3 715 invånare.

## Befolkningsutveckling
Antalet invånare i kommunen Meurchin
| Referens: INSEE |